# 野口由佳
野口 由佳（のぐち ゆか、1988年1月8日 - ）は、かつてテンカラットに所属していた日本の元ファッションモデル、女優。
現在は東京・表参道にある美容室『ROI』（ロイ）所属のヘアメイクアップアーティストである。

## 人物・来歴
埼玉県春日部市出身。4歳の時に芸能界入り。子役時代は主に雑誌モデルやCM出演を中心に活動していた。
2002年、雑誌「ピチレモン」の専属モデルに就任。同年6月号から2005年9月号までピチレモンに登場し、そのうち2003年4月号と12月号、2004年8月号では表紙を飾っている。
中学時代は吹奏楽部に所属し、チューバを担当していた。

## 活動

### テレビドラマ
- 君といた夏 第1話（1994年7月4日、フジテレビ）
- 田舎で暮らそうよ（1999年）
- 鉄甲機ミカヅキ（2000年） - 麻田ナナ 役
- 花より男子（2005年） - 小林萌 役
- 花より男子2リターンズ（2007年） - 小林萌 役

### 映画
- 学校の怪談3（1997年） - 木村柚香 役
- 卓球温泉（1998年）
- 花より男子ファイナル（2008年） - 小林萌 役

### 雑誌
- ピチレモン 元専属モデル